# بران
 بران كريشان سيكند (12 فبراير 1920 - 12 يوليو 2013) ، المعروف باسمه بران ، ممثل هندي، المعروف بتجسدي أدوار الشر، نشط في مجال السينما الهندية من 1940 إلى التسعينيات. لعب أدوار البطل من 1940 إلى 1947 ، وشريرًا في الفترة من 1942 إلى 1991 ، ولعب أدوارًا مساند وشخصية من 1948 إلى 2007.
قام باكثر من 350فيلم خلال حياته العملية

## صورة
عمل في السينما لستة عقود وهو واحد من أكثر الممثلين شهرة في الهند اشتهر بقيامه بادوار الشر

## حياته الشخصية
تزوج في عام 1945 ولديه ولدين وابنة

## أشهر افلامه
- ازاد 1955
- ديفداس 1957
- جانوار 1970
- زنجير (فيلم 1973)
- بوبي 1973
- عمار أكبر انتوني 1977
- دون 1978
- كارز 1980
- نصيب 1981
- القانون أعمى 1983
- ناستك 1983
- شرابي 1984
- طوفان 1989
- 1942 قصة الحب 1994

## الجوائز والترشيحات فيلمفير
أفضل ممثل مساعد 1968-1970-1973

الإنجاز مدى الحياة 1997

رشح أفضل ممثل مساعد 1962-1967-1972-1974-1976-1976

رشح أفضل ممثل كوميدي 1974

## الجوائز والترشيحات الفيلم البنغالي
أفضل ممثل مساعد1961-1966-1973

## زي سني
الإنجاز مدى الحياة 2000

## ستاردست
وغد الالفية 2000

### نجوم الشاشة
الإنجاز مدى الحياة 2000

## الفيلم الوطني السينمائي الهندي
دالسيب باكيه 2013

## وسام مدني
بادما بوشان2001
نص روعه==الفيلم الهندي ==
جائزة خاصة 1992

## الوسام المدني البنجابي
كالا بوشان 1985

كالا راتان 1990

### جوائزماهاراشترا
الإنجاز مدى الحياة 2004

## جوائز ساوثل ليونس
جائزة خاصة 1990

## جوائز مومباي
أفضل ممثل شامل 1976-1978

جائزة خاصة 1984

## جوائز شمال مومباي
أفضل ممثل شامل 1978

جائزة خاصة 1987

## جوائز بنجاب
أفضل فنان بنجابي لمدة خمسين عام (1940-1990) قدمت له 1990

ابهيني سامارت الذهبية 1991

ابهيني سامارت 1984

## جوائز سني للنقاد
أفضل ممثل شامل 1973

## جوائز خاصة
1988-1989

## روابط خارجية
- بران على موقع IMDb (الإنجليزية)
- بران على موقع ميوزك برينز (الإنجليزية)
- بران على موقع أول موفي (الإنجليزية)
- بران على موقع قاعدة بيانات الفيلم (الإنجليزية)
- بران على موقع كينوبويسك (الروسية)